# Wesley Prince

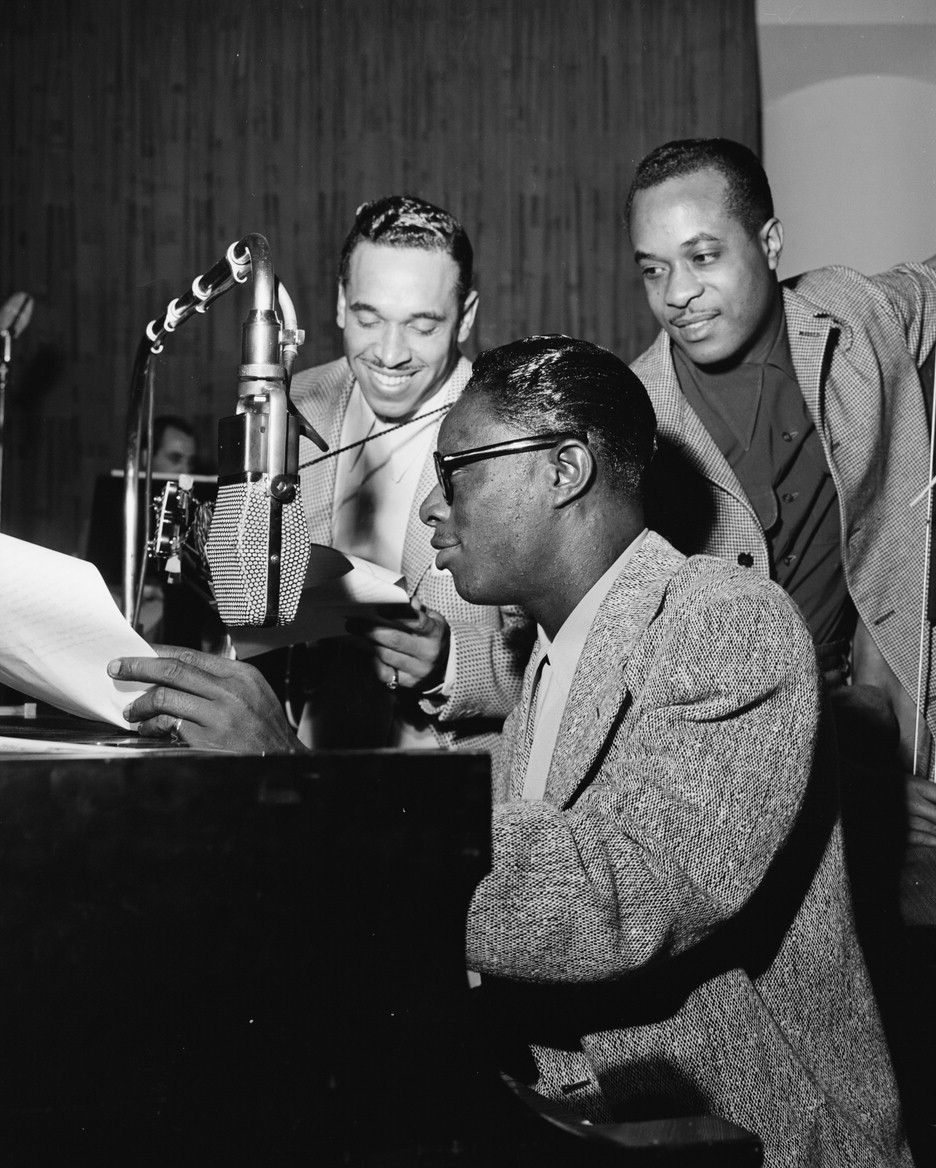
Nat Cole mit Oscar Moore und Wesley Prince (rechts) 1946. Foto: William P. Gottlieb

Clarence Wesley „Wes“ Prince (* 8. April 1907 in Pasadena, Los Angeles County; † 30. Oktober 1980 in Los Angeles) war ein US-amerikanischer Jazz- und Rhythm-&-Blues-Musiker (Kontrabass).

## Leben und Wirken
Wesley Prince, dessen Vater Prediger war, war ein Bruder des Jazzmusikers Henry Prince – der bei Les Hite spielte – und ein Cousin des R&B-Musikers Peppy Prince. 1938–41 spielte er im Trio des Pianisten und Sängers Nat King Cole mit Oscar Moore. Außerdem war er an Plattenaufnahmen von Louis Armstrong (1936) und King Perry (1946) beteiligt. Unter eigenem Namen spielte er mehrere Titel für Excelsior Records ein. Im Bereich des Jazz war er zwischen 1936 und 1946 an 29 Aufnahmesessions beteiligt. Für Nate Cole schrieb er 1940 den Song Gone with the Draft, der auf den damals populären Hollywoodfilm Gone with the Wind anspielte als auch darauf, dass Cole aufgrund seiner Plattfüße der Einberufung zum Militärdienst entging. Im August 1942 wurde Wesley selbst zum Militärdienst eingezogen. In späteren Jahren arbeitete er im Hauptberuf in der Flugzeugindustrie.